# 비에프시강

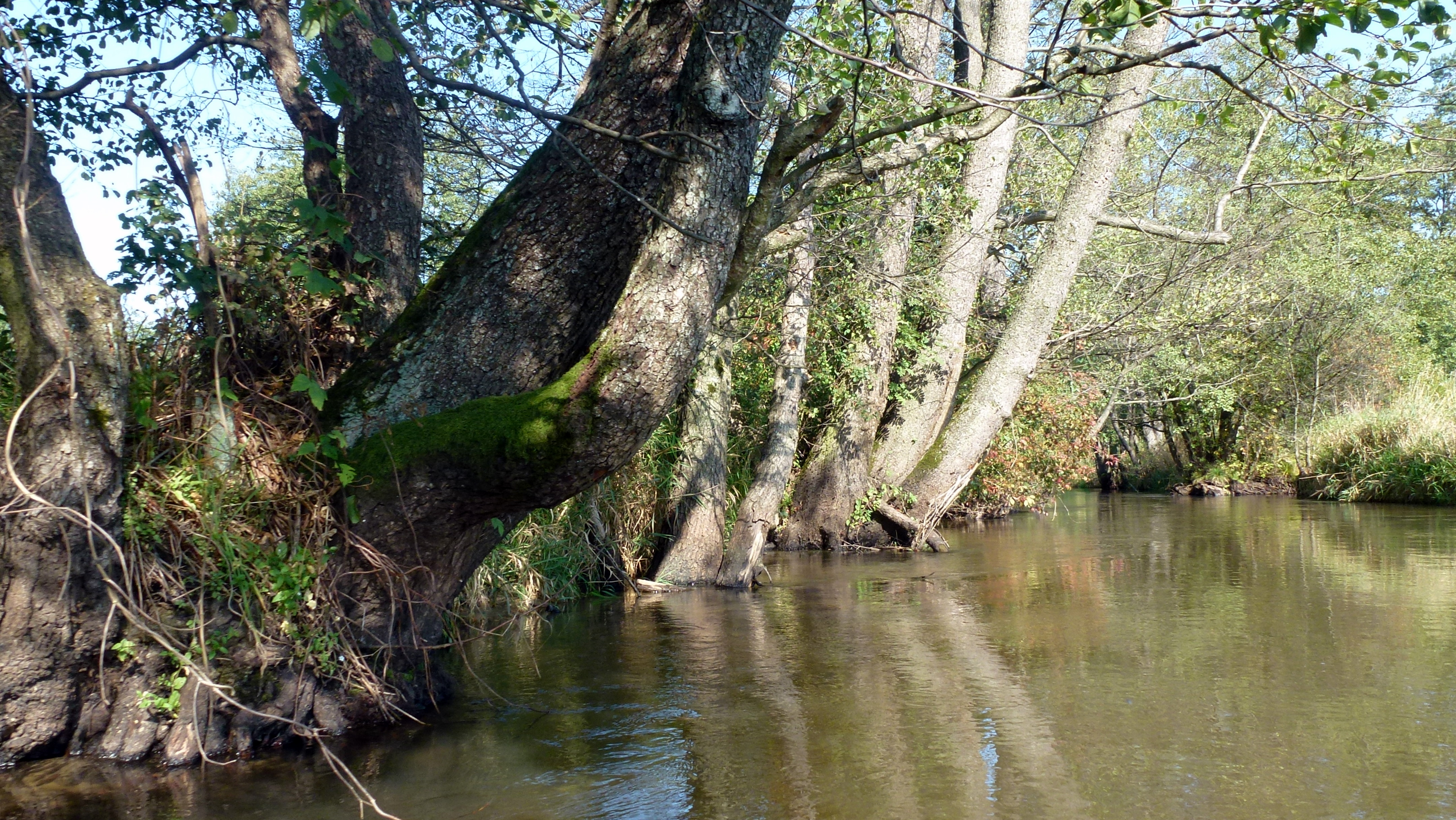
비에프시강

비에프시강(폴란드어: Wieprz)은 폴란드 중동부의 강이다. 비스와강의 지류로, 길이는 349km, 유역 면적은 10,497 km2다. 폴란드 내에서만 흐른다.